# Гамильтон, Джеймс, 1-й лорд Гамильтон
Джеймс Га́мильтон (англ. James Hamilton; ок. 1415 — 6 ноября 1479) — шотландский дворянин и политик, 6-й лэрд из Кадзоу (с ок. 1440), 1-й лорд Гамильтон (1445—1479).

## Биография
Старший сын сэра Джеймса Гамильтона (до 1397 — ок. 1440), 5-го лэрда из Кадзоу (ок. 1402 — ок. 1440), и Джанет Ливингстон.
Он родился в замке Кадзоу (Южный Ланаркшир). Впервые упоминается в грамоте от 1426 года, в которой ему были предоставлены права на земли Далсерф, ранее принадлежавшие его отцу.
Джеймс Гамильтон, 5-й лэрд из Кадзоу, был тесно связан с могущественным домом Дугласов. Его мать была дочерью Джеймса Дугласа, лорда Балкейта. Джеймс Гамильтон был отчимом Уильяму Дугласу, 6-му графу Дугласу, и его брату Давиду Дугласу, которые были убиты в ноябре 1440 года на «черном обеде» в Эдинбургском замке по приказу Якова II Стюарта. Кроме того, он был отчимом Маргарет Дуглас, известной как "Справедливой девы из Галлоуэя", которая вышла замуж за двоюродных братьев Уильяма Дугласа, 8-го графа Дугласа, и Джеймса Дугласа, 9-го графа Дугласа.

## Лорд Гамильтон
До 1440 года Джеймс Гамильтон получил звание рыцаря. Около 1440—1441 года он унаследовал поместья своего отца как 6-й лорд из Кадзоу. В 1445 году он получил жалованную грамоту на звание лорда Гамильтона и стал пэром Шотландии.
Джеймс Гамильтон, 1-й лорд Гамильтон, сопровождал своего пасынка Уильяма Дугласа, 8-го графа Дугласа, в его поездке в Рим, где получил разрешение от Святого престола преобразовать приходскую церковь в своём замке Гамильтон в соборную церковь, где было получили разрешение служить пробст и шесть каноников.
Лорд Джеймс Гамильтон сопровождал Уильяма Дугласа, графа Дугласа, во время его роковой встречи с королём Яковом II в замке Стерлинг в 1452 году. Затем он участвовал в мятеже против короля на стороне Джеймса Дугласа, 9-го графа Дугласа. Королевские войска разорили поместья Дугласов и владения Гамильтона в Клайдсдейле. В августе 1452 года король Яков II и граф Дуглас заключили перемирие, продолжавшееся до 1455 года. В 1453 году лорд Джеймс Гамильтон вместе с Джеймсом Дугласом, графом Дугласом, находился в Англии, добиваясь освобождения своего шурина Малиса Грэма, графа Стратерна. Взамен граф Стратерн обязался передать Джеймсу Гамильтону свои поместья в Западном Лотиане. В следующем 1454 году лорд Гамильтон вторично посетил Англию, откуда прибыл в Шотландию в феврале 1455 года.

## Осада Аберкорна и падение Черных Дугласов
В марте 1455 года король Шотландии Яков II Стюарт возобновил военные действия против Черных Дугласов. Королевские войска захватили и опустошили владения Джеймса Дугласа, 9-го графа Дугласа, разрушив несколько его замков. Земли Джеймса Гамильтона, союзника Черных Дугласов, были также разорены. Король осадил и взял крупный замок Аберкорн, принадлежавший Дугласам. В мае 1455 года в битве при Аркингольме королевская армия разгромила войско Дугласов. Сам Джеймс Дуглас, 9-й граф Дуглас, бежал в Англию, два его брата погибли в сражении. Владения Черных Дугласов были конфискованы. Лорд Джеймс Гамильтон перешел на сторону короля и сохранил за собой свои владения.
После подавления восстания Черных Дугласов Джеймс Гамильтон получил в июле 1455 года от короля должность шерифа Ланаркшира и часть поместий Черных Дугласов. В его владения перешли земли Камбусланга, Кессфорда, Киннейла и др. Новым покровителем Гамильтона стал новый лорд Дуглас, Джордж Дуглас, 4-й граф Ангус, глава «Рыжих Дугласов» и сторонник короля.

## Семья и дети
Был дважды женат. Его первой супругой стала леди Эвфимия Грэм, вдова Арчибальда Дугласа, 5-го графа Дугласа, дочь Патрика Грэма, графа Стратерна, и Эвфимии Стюарт, графини Стратерн. У них была единственная дочь:
- Элизабет Гамильтон (приблизительно 1442 — приблизительно 1517), жена с 1459 года Дэвида Линдси (1440—1495), 1-го герцога Монтроза

Вторично в 1474 году женился на принцессе Марии Стюарт (1453—1488), дочери короля Шотландии Якова II Стюарта и Марии Гельдернской, вдове Томаса Бойда, графа Аррана. У них было трое детей:
- Элизабет Гамильтон (1474—1531), жена Мэтью Стюарта (приблизительно 1488—1513), 2-го графа Леннокса
- Джеймс Гамильтон (ок. 1475—1529), 2-й лорд Гамильтон и 1-й граф Арран
- Роберт Гамильтон (1480—1543), сеньор д’Обиньи

Также имел четырёх незаконнорождённых детей:
- сэр Патрик Гамильтон из Кинсавилла (? — 1520)
- дочь, жена сэра Джона Макфарлана, 11-го главы клана Макфарлан
- Джон Гамильтон из Бромхилла (? — 1550)
- Давид Гамильтон (? — 1523), епископ Аргайл